# كاربة

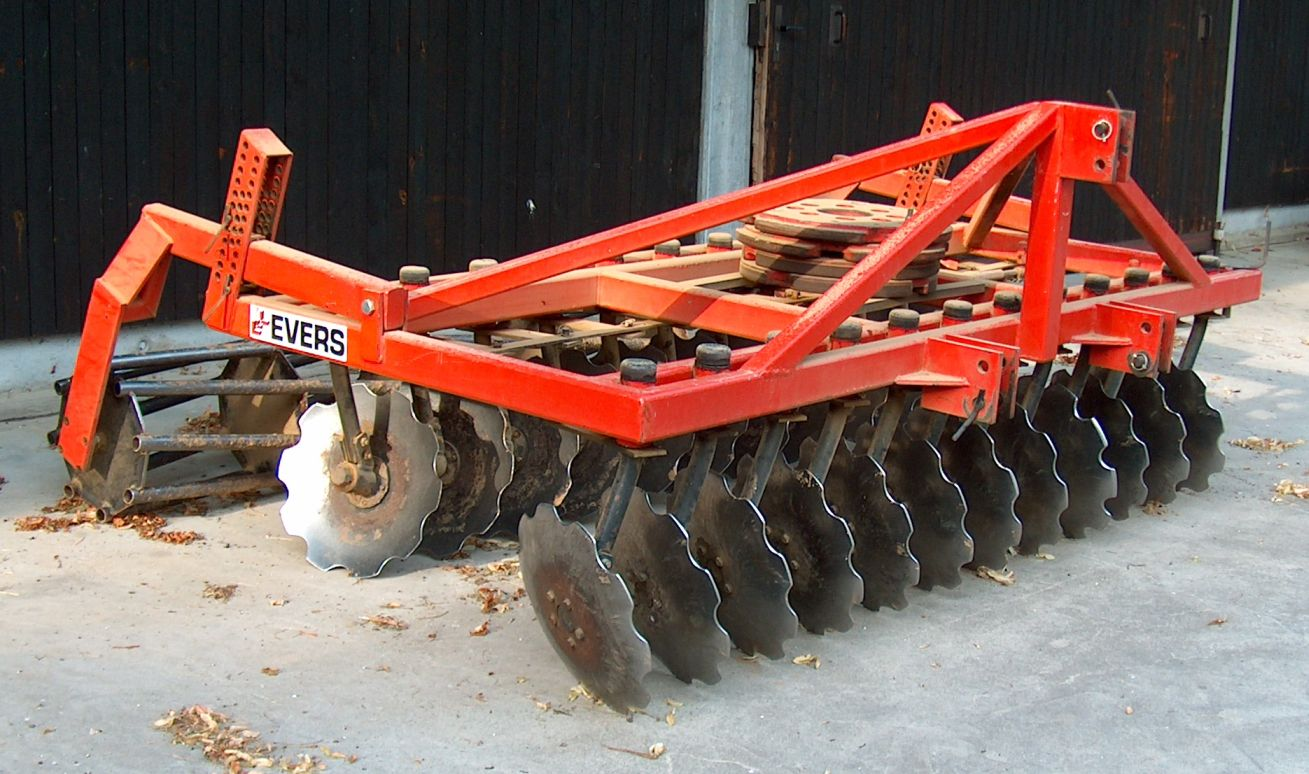
كاربة من Evers

الكارِبة أو المشط القرصي أو المِسْلَفة القرصية هي مشط تكون حوافه المقطوعة صف من الأقراص المعدنية المقعرة والتي قد تكون متصدعة أو موضوعة بزاوية مائلة. الكاربة هي ألة زراعة تستخدم لحرث التربة حيث تزرع المحاصيل. كما أنها تستخدم لتقطيع الحشائش غير المرغوب فيها أو بقايا المحاصيل.